# Аруад
Аруад (на арабски: أرواد) е град в мухафаза Тартус, западна Сирия. Населението му е около 4 400 души (2004).
Заема малък остров в Средиземно море, разположен на 3 km западно от брега на континента и от град Тартус. Селището е основано от финикийците през II хилядолетие пр.н.е. То е важна крепост по време на Кръстоносните походи и последната контролирана от кръстоносците територия в Светите земи.